# Шосанак
Шосанак (фр. Chaussenac) насеље је и општина у централној Француској у региону Оверња, у департману Кантал која припада префектури Морјак.
По подацима из 2011. године у општини је живело 234 становника, а густина насељености је износила 14,51 становника/km². Општина се простире на површини од 16,13 km². Налази се на средњој надморској висини од 650 метара (максималној 723 m, а минималној 360 m).

## Демографија
| 1962. | 1968. | 1975. | 1982. | 1990. | 1999. | 2011. |
| ----- | ----- | ----- | ----- | ----- | ----- | ----- |
| 410   | 438   | 405   | 340   | 259   | 232   | 234   |

График промене броја становника у току последњих година